# Châteauvieux (Var)
Châteauvieux é uma comuna francesa na região administrativa da Provença-Alpes-Costa Azul, no departamento de Var. Estende-se por uma área de 14,97 km². Em 2010 a comuna tinha 82 habitantes (densidade: 5,5 hab./km²).